# Chionaema treadawayi
Chionaema treadawayi är en fjärilsart som beskrevs av Cerny 1993. Chionaema treadawayi ingår i släktet Chionaema och familjen björnspinnare. Inga underarter finns listade i Catalogue of Life.